# Uraniumreeks
De uraniumreeks of uraanreeks is een vervalreeks, waarbij het radioactieve isotoop uranium-238 in veertien vervalreacties vervalt tot het stabiele isotoop lood-206.
Het verval verloopt via thorium-234 (Th) en protactinium-234 (Pa) naar uranium-234 (U), vervolgens via thorium-230, radium-226 (Ra) en radon-222 (Rn) naar polonium-218 (Po), via lood-214 (Pb) en bismut-214 (Bi) naar polonium-214 en dan via lood-210 en bismut-210 naar polonium-210, welke als laatste vervalt tot lood-206.
De reacties zijn als volgt:
1. {\displaystyle {\ce {^{238}_{92}U -> ^{234}_{90}Th + ^4_2He}}}
2. {\displaystyle {\ce {^{234}_{90}Th -> ^{234}_{91}Pa + ^0_0e^-}}}
3. {\displaystyle {\ce {^{234}_{91}Pa -> ^{234}_{92}U + ^0_0e^-}}}
4. {\displaystyle {\ce {^{234}_{92}U -> ^{230}_{90}Th + ^4_2He}}}
5. {\displaystyle {\ce {^{230}_{90}Th -> ^{226}_{88}Ra + ^4_2He}}}
6. {\displaystyle {\ce {^{226}_{88}Ra -> ^{222}_{86}Rn + ^4_2He}}}
7. {\displaystyle {\ce {^{222}_{86}Rn -> ^{218}_{84}Po + ^4_2He}}}
8. {\displaystyle {\ce {^{218}_{84}Po -> ^{214}_{82}Pb + ^4_2He}}}
9. {\displaystyle {\ce {^{214}_{82}Pb -> ^{214}_{83}Bi + ^0_0e^-}}}
10. {\displaystyle {\ce {^{214}_{83}Bi -> ^{214}_{84}Po + ^0_0e^-}}}
11. {\displaystyle {\ce {^{214}_{84}Po -> ^{210}_{82}Pb + ^4_2He}}}
12. {\displaystyle {\ce {^{210}_{82}Pb -> ^{210}_{83}Bi + ^0_0e^-}}}
13. {\displaystyle {\ce {^{210}_{83}Bi -> ^{210}_{84}Po + ^0_0e^-}}}
14. {\displaystyle {\ce {^{210}_{84}Po -> ^{206}_{82}Pb + ^4_2He}}}